# The Heimatdamisch
The Heimatdamisch ist eine bayerische Rockband des Genres Neue Volksmusik.

## Beschreibung

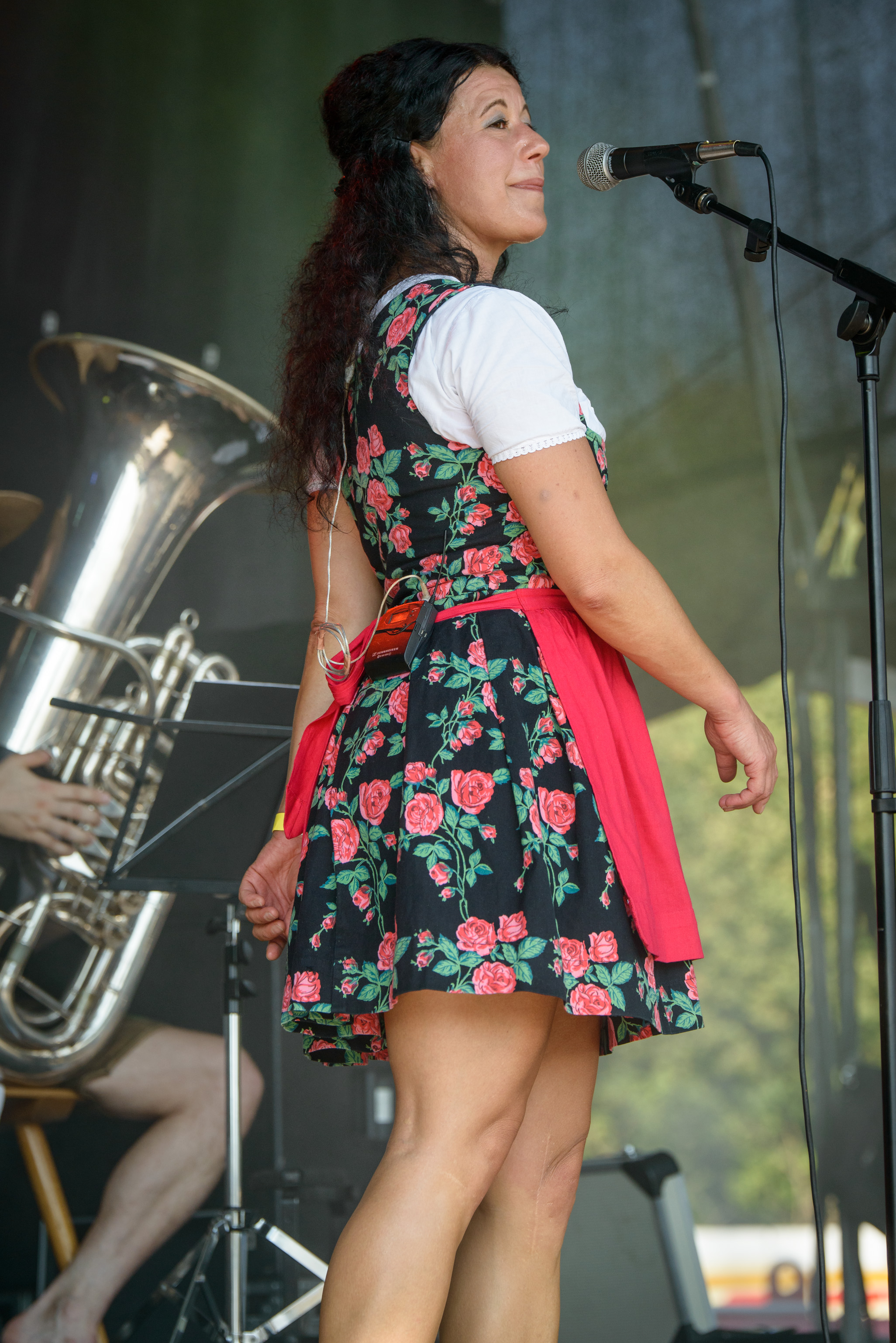
Sängerin Conny Kreitmeier, 2015

Bandleader und Arrangeur ist Florian Rein (bekannt z. B. von Dreiviertelblut oder Bananafishbones); Frontfrau und Sängerin der Formation Conny Kreitmeier stieß kurz nach der Bandgründung hinzu bis sie Ende 2023 ersetzt wurde. Auch andere Bandmitglieder spielten bei bekannten Formationen, beispielsweise Tubist Konrad Sepp bei der Unterbiberger Hofmusik oder Sebastian Horn.
The Heimatdamisch covert international bekannte Pop- und Rockmusikhits im Oberkrainerstil, u. a. von AC/DC, Guns n’ Roses, Britney Spears, Lady Gaga, Nena, Eurythmics, The White Stripes und andere; unter anderem auch mit „Special Guest“ Alexx Wesselsky 2020 im Kurhaus Bad Tölz.

## Auftritte
Die Band tritt mit wechselnder Besetzung europaweit auf, unter anderem erstmals 2014 beim Woodstock der Blasmusik sowie im gleichen Jahr mit einem vom BR übertragenen Konzert auf der „Oidn Wiesn“. The Heimatdamisch waren u. a. das musikalische Rahmenprogramm des im BR übertragenen Bayerischen Kabarettpreises 2016.
Internationale Konzertanfragen hatte die Band schon kurz nach Gründung und war beispielsweise in Frankreich beim Open Air Meuh'zik Festival 2017 bei Soultzeren und 2018 im Rahmen einer Oktoberfestveranstaltung in der „Galaxie“ von Amnéville zu sehen, wie auch 2018 auf dem niederländischen „Paaspop“-Festival oder 2020 beim „Kleinen Oktoberfest“ (Malý Oktoberfest) im Pilsener DEPO2015-Kreativzentrum, Tschechien.
Einladungen für 2020 lagen unter anderem auch aus den Vereinigten Staaten und Brasilien vor, konnten aber aufgrund der COVID-19-Pandemie nicht wahrgenommen werden. Ein weiterer Auftritt war beim Woodstock der Blasmusik 2021 geplant, das wegen eines Unfalls abgesagt wurde.

## Diskografie
Alben
- 2015: Highway to Oberkrain (CD; Bergbeat)
- 2019: Circus Oberkrain (CD; Bergbeat)[12]
- 2021: Let There Be Brass (CD; Bergbeat)[13]
- 2023: Live in London (CD)